# Šimon Bárta
Šimon Bárta (27. října 1864, Žimutice – 2. května 1940, České Budějovice) byl český katolický duchovní, filosof a teolog, v letech 1920 až 1940 osmý biskup českobudějovický.
Jako biskup provedl českobudějovickou diecézi krizí, kterou prožila během vzniku Československa, a obnovil a zreformoval její struktury. Po vzniku Protektorátu se marně pokoušel udržet si správu nad německými oblastmi diecéze, nakonec se těsně před smrtí musel smířit s dočasným předáním pravomocí pro tato území do rukou bavorských a rakouských biskupů.

## Život
Šimon Bárta se narodil ve čtvrtek 27. října 1864 do rodiny kolářského tovaryše Tomáše a Kateřiny (rozené Faktorové) Bártových v obci Žimutice. Studia teologie ukončil v Bohemicu (dnes Nepomucenum) v Římě, kde byl též 16. března 1889 vysvěcen na kněze. Působil krátce jako kaplan v Sedlici u Blatné, poté byl katechetou na gymnáziích v Českých Budějovicích a v Pelhřimově a profesorem teologie na českobudějovickém semináři, na němž byl též prefektem (1891–1893).
16. prosince 1920 jej Benedikt XV. jmenoval biskupem českobudějovickým. Byl tak prvním českobudějovickým biskupem, kterého vybral a jmenoval papež, ten do té doby pouze schvaloval a potvrzoval kandidáty vybrané panovníkem. Konsekrován a intronizován byl 20. února 1921 v katedrále sv. Mikuláše v Českých Budějovicích pražským arcibiskupem Františkem Kordačem.

### Biskup

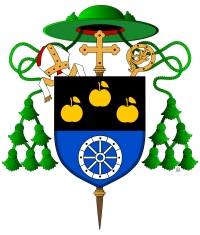
znak biskupa Šimona Bárty

Bárta přejímal diecézi v krizové situaci. Československo představovalo ve svých počátcích silně antikatolický stát a nemalý díl věřících se odtrhl a zapojil do nově vznikající Církve československé (v českobudějovické diecézi šlo o 40 kněží a 90 tisíc věřících).
Biskup Bárta dokázal postupně vzkřísit zdecimovaný českobudějovický seminář (v roce 1923 z něj vzešel jediný kněz) a sám přitom produkoval náboženskou literaturu, zaměřující se zejména na filosoficko-mravní problémy a vyvracení tezí Krejčího, Voltaira a Kanta. V roce 1927 uspořádal v Českých Budějovicích úspěšný eucharistický kongres. Pozitivní vliv měly nově ustavené hranice mezi Československem a Rakouskem, které omezily odchody německých bohoslovců do rakouských zemí.
Za biskupa Bárty došlo v roce 1937 k rozšíření diecéze o Vitorazsko (připojené k Československu 31. července 1920), které již od počátku své funkce spravoval jako apoštolský administrátor (celkem 4 farnosti).
Mnichovským diktátem a odtržením německého pohraničí v roce 1938 ztratil biskup Bárta kontrolu nad tou částí diecéze, která se v něm nacházela, což zahrnovalo 134 farností se zhruba 210 kněžími a 258 tisíci katolíky. Ze strany Třetí říše a částečně i některých německých kněží se objevila snaha oddělit toto území trvale od diecéze a připojit je k německým diecézím, nebo alespoň zřídit nové biskupství pro Sudety v Chebu.
Svatý stolec odmítl i přes silný nátlak takovéto změny provést a nuncius Orsenigo přiměl Bártu, aby jmenoval pro novými hranicemi oddělené německé oblasti svého zmocněnce. Jeho výběr byl velmi složitý, první dva kandidáti byli vetováni, vyšebrodského opata Jaksche, který úřad nakonec obdržel, krátce poté zatklo gestapo. Bárta tedy jmenoval jeho opata-koadjutora Kaindla, německá strana ale dala najevo, že žádného zástupce českobudějovického biskupa pro Sudety nepřipustí a Kaindl napadaný nacistickým tiskem a šikanovaný úřady nakonec pověření biskupovi vrátil a navrhl předat území německým biskupům.
Na přelomu 1939/1940 pak Pius XII. po konzultacích s německými kardinály rozhodl, že správu sudetské části diecéze převezmou dočasně bavorští a rakouští biskupové (pasovský, řezenský, linecký a svatohypolitský). Předání těchto pravomocí bylo posledním významným počinem biskupa Bárty, který zemřel 2. května 1940. Pohřben je na českobudějovickém hřbitově sv. Otýlie (odd. VIII). Po jeho smrti nastalo období 7 let sedisvakance, neboť okupační úřady protektorátu neumožnily Antonínu Eltschknerovi, kterého Pius XII. vybral za Bártova nástupce, převzít diecézi.

## Dílo
- O filosofii přítomnosti (1904)
- Problém poznání u Kanta a ve filosofii scholastické (1906)
- O filosofii Voltairově (1907)